# Vương miện

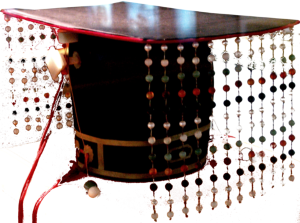
Quan của Cổn Miện

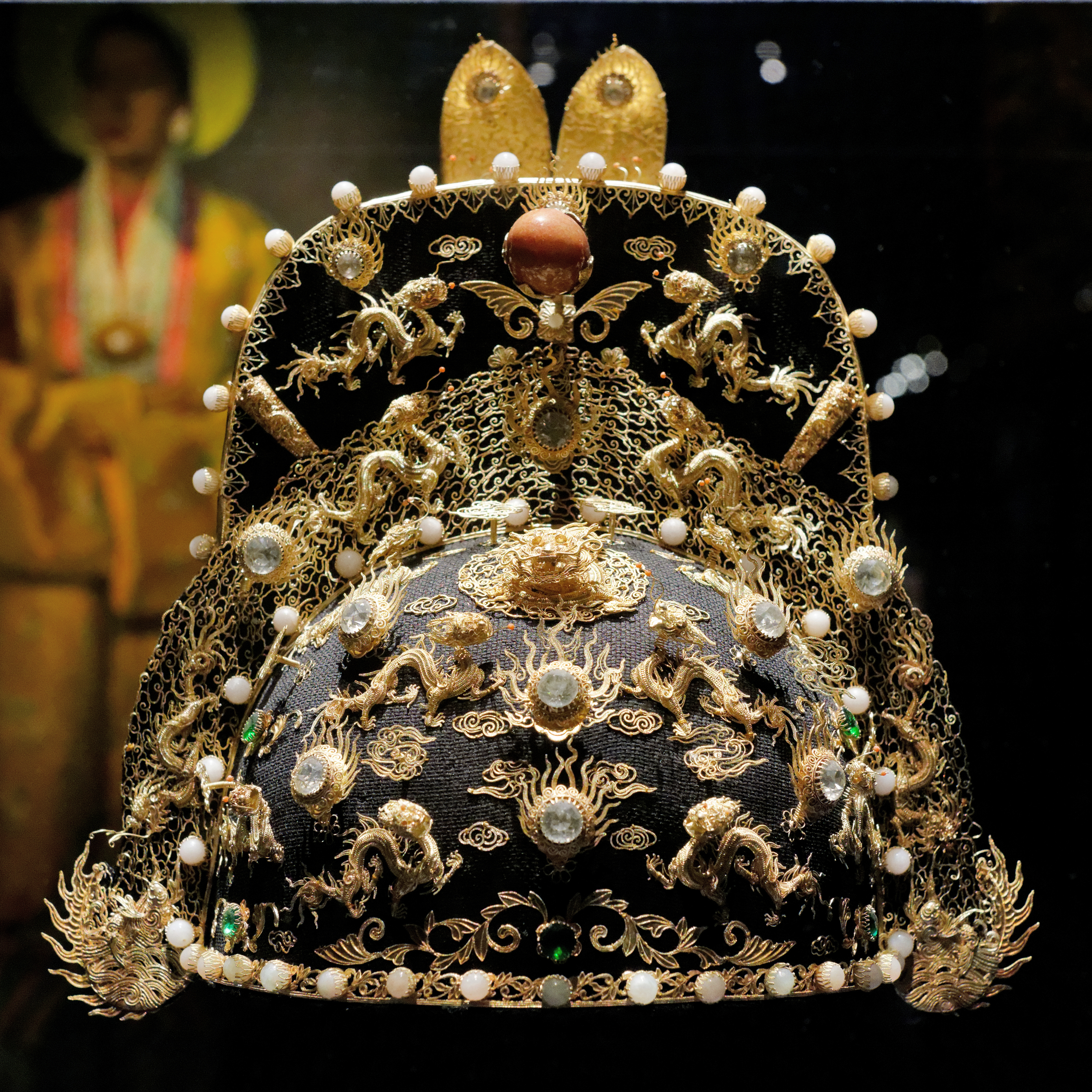
Vương miện nhà Nguyễn

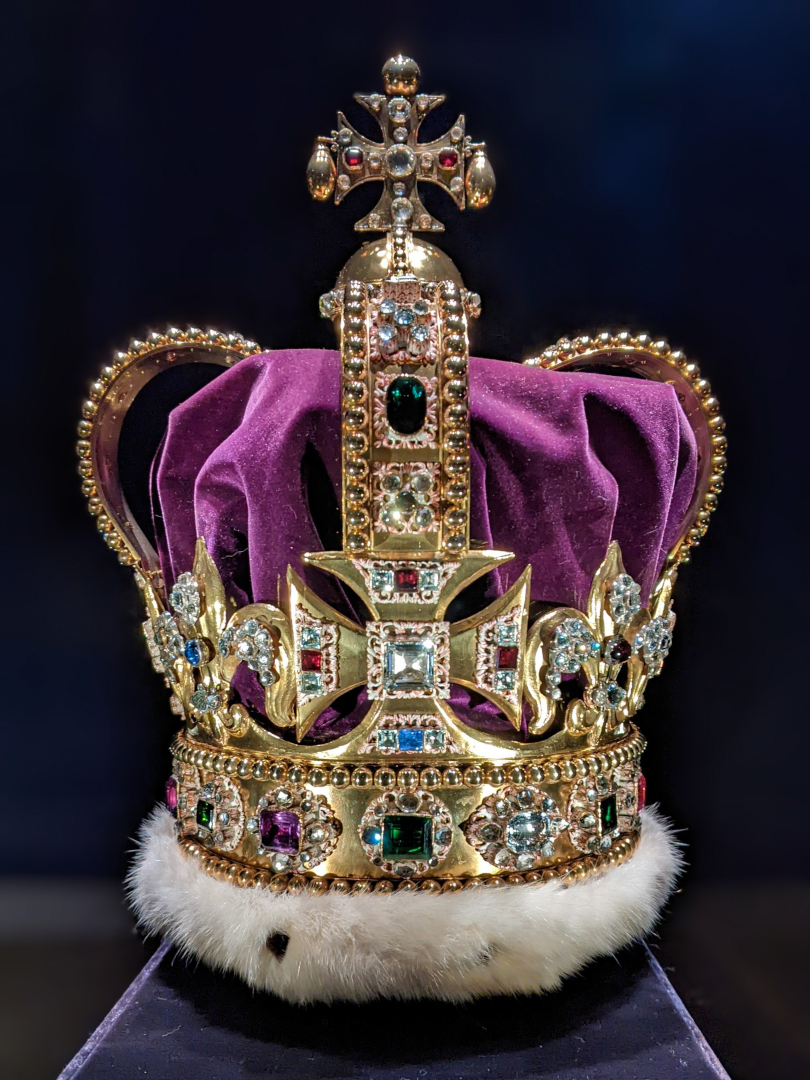
Vương miện Thánh Edward của Vương quốc Anh

Vương miện hay mũ miện là một chiếc mũ đội đầu tượng trưng cho một hình thức hay biểu tượng truyền thống của nhà Quân chủ, Giáo hoàng hay một vị thần thánh, trong đó vương miện truyền thống đại diện cho quyền lực, tính hợp pháp, sự bất tử, sự công bình, chiến thắng, sự tái sinh, danh dự và vinh quang của người đội nó. Vương miện cùng, ngai vàng, quyền trượng và kim cầu hoặc bảo kiếm là những bảo vật tượng trưng cho quyền lực tối cao và uy quyền của Quân chủ. Trong nghệ thuật, vương miện có thể được miêu tả bằng những vật đội đầu của các thiên thần (vòng nguyệt quế) và ngày nay, vương miện còn được thiết kế để đội cho những hoa hậu đăng quang trong một cuộc thi sắc đẹp.
Vương miện theo truyền thống được làm bằng kim loại quý (thường là bằng Vàng) và được khảm những châu báu quý giá như ngọc ngà, kim cương, đá quý, mã não...mũ được chế tác hết sức tinh xảo. Ở các nước Đông Á (Trung Quốc, Triều Tiên, Nhật Bản, Việt Nam...) Vương miện không chỉ được làm bằng nguyên liệu là kim loại mà nguyên liệu chính là vải vóc, gấm nhung lụa là, gỗ quý, ngà... Ngoài hình thức truyền thống, vương miện cũng có thể được thể hiện trong hình thức là một vòng hoa và được làm bằng hoa, lá sồi hoặc gai và được đội cho những người đại diện cho phần đăng quang nhằm mục đích để tượng trưng. Trong nghệ thuật tôn giáo, một vương miện của các ngôi sao được sử dụng tương tự như một vầng hào quang. Vương miện của các nhà cầm quyền thường chứa các đồ trang sức. Hình dáng của vương miện ở mỗi quốc gia dân tộc khác nhau nhưng trình tròn, hình vuông, hình ô van hoặc kết hợp giữa các loại hình nêu trên.

## Ở Việt Nam

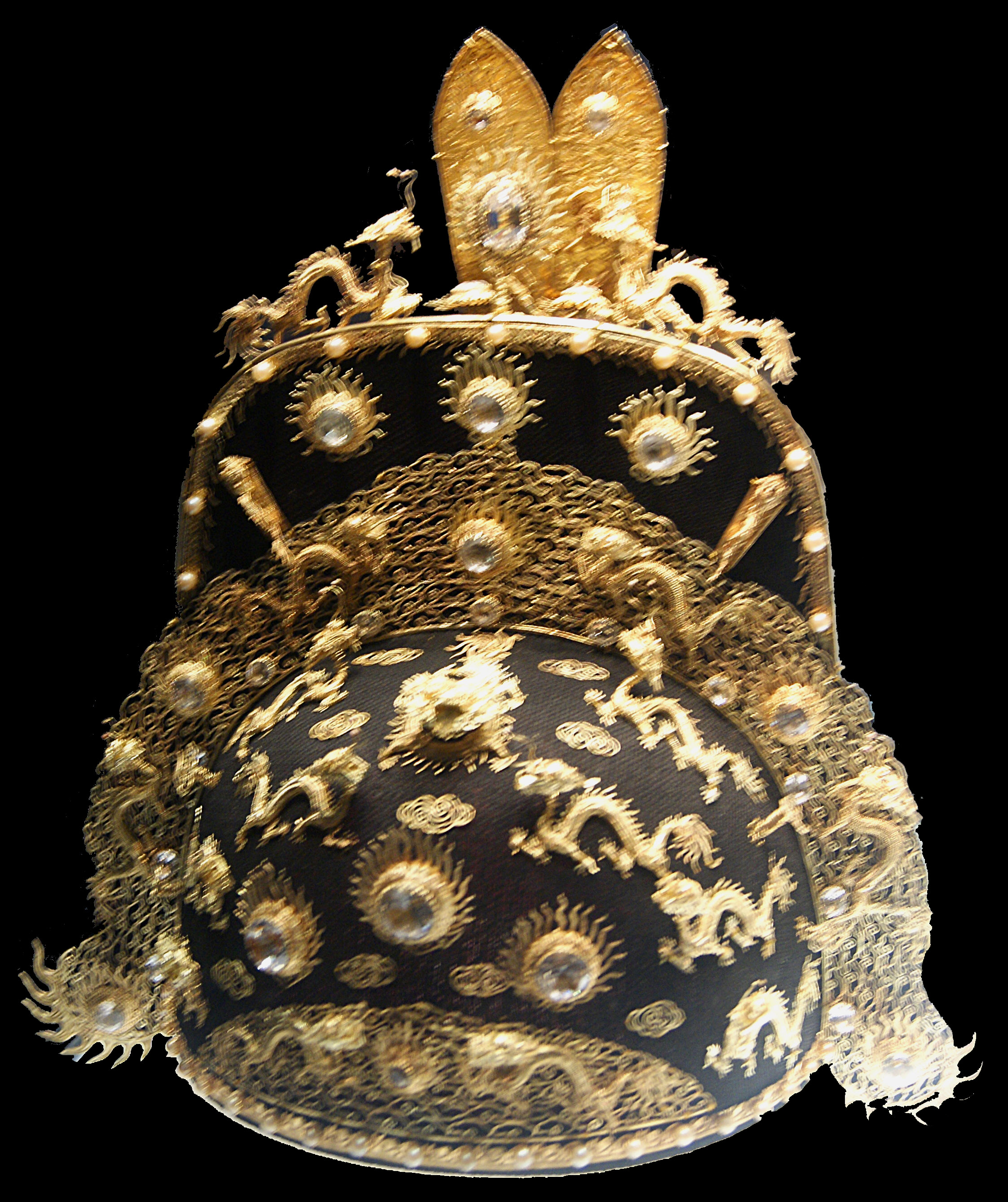
Mũ Xung thiên triều Nguyễn, còn gọi là mũ Cửu long thông thiên, thường được dùng trong các buổi thiết đại triều

Ở một số nước phương Đông, ngoài những bảo vật tượng trưng cho quyền uy tối thượng của nhà vua, được lưu truyền qua các thời đại như ấn, kiếm (Thượng phương bảo kiếm), chế tác từ các chất liệu quý hiếm như vàng, ngọc, ngà, đồi mồi… thì mũ miện của vua cũng là một yếu tố quan trọng biểu hiện uy quyền của Thiên tử trước trời đất, quần thần và bách gia trăm họ. Ở Việt Nam thời Phong kiến có kiểu mũ lễ bình thiên hay còn gọi là Miện và các loại mũ thượng triều gọi là Xung Thiên hoặc Đường Cân.
Mũ thượng triều được Vua sử dụng thường xuyên, mũ thượng triều tức mũ lên triều hay còn gọi là thiết triều, cũng được trang trí rất cầu kỳ bằng vàng và cẩn ngọc quý. Theo mũ thượng triều hay còn gọi là mũ đại triều được vua sử dụng mỗi khi thiết triều hoặc yến kiến sứ giả các nước bang giao… Mũ có hai cánh chỉ lên trời, nên có tên gọi là mũ Xung thiên (vào thời Nguyễn còn được gọi là mũ Cửu long thông thiên). Mũ được chế tác tinh xảo trên nền sa màu đen đính rồng, hoa cúc bằng vàng và nhụy bằng ngọc. Đặc biệt, chiếc mũ nằng gắn 35 con rồng, trọng lượng 600gr.
Mũ Bình thiên hay tên chính thức là Miện là loại mũ dùng trong lễ tế Giao (hay còn gọi là tế Nam Giao), là nghi thức lễ thể hiện quyền lực tối thượng của Thiên tử, người đứng đầu nhà nước Phong Kiến, thay trời hành đạo, cai trị muôn dân. Trọng dịp đại lễ này, Vua đội mũ bình thiên mặc áo cổn và đích thân làm chủ lễ. Mũ bình thiên thời nhà Nguyễn là loại mũ Miện 12 dải tua trước và 12 dải tua sau, mỗi dải xâu 12 hạt ngọc được dùng cho các bậc đế vương, có khung được dệt bằng những sợi đồng mảnh, bọc nền bằng sa đen, đính 12 con rồng bằng vàng đang trong tư thế bay lên, xung quanh đính những bông hoa cúc cũng bằng vàng mà nhụy là những viên ngọc quý. Phiến mũ (Miện Bản) hình chữ nhật phẳng, trước và sau phiến mũ có trang trí 12 lưu (tua), mỗi lưu có 12 chương là những hạt vàng, ngọc và san hô, rủ cả về hai phía. Mũ có trọng lượng 720gr.